# بطولة العالم لسباقات فورمولا 1 موسم 1962
بطولة العالم لسباقات فورمولا 1 موسم 1962 عقدت في سنة 1962 م، وفاز بها غراهام هيل (بالإنجليزية: Graham Hill)‏ من فريق بي آر ام (بالإنجليزية: BRM)‏ بسيارته البي آر ام. غراهام هيل الذي بدأ السباق في الخط رقم 1 حصل على أفضل توقيت في الجولة 3 من السباق في أسرع لفة له. هذا السائق في المجموع حصد 42 نقطة.

## الوصلات الخارجية
- الموقع الرسمي للفورمولا 1